# Твінкл Ханна
Тіна Жатін «Твінкл» Ханна (гінді टीना जतिन «ट्विंकल» खन्ना 29 грудня 1974, Пуна, Махараштра, Індія) — індійська акторка, дизайнерка інтер'єрів, кінопродюсерка, письменниця і колумністка.

## Життєпис
Тіна Жатін Ханна народилася 29 грудня 1974 року в Пуне (штат Махараштра, Індія) в родині акторів Раджеша Кханна (1942—2012) і Дімпл Кападія (нар. 1957), які були одружені з 1973 року і до смерті батька в 2012 році. У Кхан є молодша сестра — акторка Рінке Кханна (нар. 1977).

## Творчість
Твінкл дебютувала в кіно в 1995 році, зігравши роль Тіни Оберой у фільмі «Сезон дощів», за яку в 1996 році була нагороджена кінопремією Filmfare Awards в номінації «Найкращий жіночий дебют». У 2001 році Кханна зіграла роль Анжа у фільмі «Робіть все для любові». Після чого закінчила кар'єру в кіно.
Крім кар'єри акторки, Твінкл — популярна колумністка газети Daily News and Analysis, а в 2015 році вийшла її книга «Mrs Funnybones», яка стала бестселером першого ж тижня продажів. Через рік вона опублікувала другу книгу «The Legend of Lakshmi Prasad» і серію оповідань. Також Твінкл є дизайнеркою інтер'єрів, яка відкрила кілька магазинів інтер'єру будинку. Однак вона не мала професійної освіти в цій галузі: під час першої вагітності вона натренувалася складати плани і проєкти, використовуючи CAD.
Переставши зніматись, Твінкл почала займатися дизайном інтер'єру і є співвласницею «White Window» («Білого вікна»), мережі магазинів дизайну інтер'єрів, яка працює в Мумбаї. Вона створила інтер'єри для будинків таких акторок, як Рані Мукерджі, Рімі Сен і Табу, а також квартиру Каріни Капур в районі Бандра.
Крім того, вона є співзасновницею продюсерської компанії «Grazing Goat Pictures», і створила шість фільмів, включаючи мовну драму «Маратхі».
Твінкл Ханна — амбасадорка індійської торгової марки L'Oréal.

## Особисте життя
З 14 січня 2001 року одружена з актором Акшаєм Кумаром (нар.1967). У подружжя є двоє дітей — син Араав Кумар (нар.15.09.2002) і дочка Нітара Кханна Бхатія (нар.25.09.2012) .

## Фільмографія
| Рік  |   | Українська назва      | Оригінальна назва            | Роль           |
| ---- | - | --------------------- | ---------------------------- | -------------- |
| 1995 | ф | Дощ                   | Barsaat                      | Тіна Оберой    |
| 1996 | ф |                       | Jaan                         | Каджал         |
| 1996 | ф |                       | Dil Tera Diwana              | Комал          |
| 1997 | ф |                       | Uff! Yeh Mohabbat            | Сонія Верма    |
| 1997 | ф |                       | Itihaas                      | Наина          |
| 1998 | ф |                       | Jab Pyaar Kisise Hota Hai    | Комал Сінгх    |
| 1999 | ф |                       | International Khiladi        | Паял           |
| 1999 | ф |                       | Zulmi                        | Комал Датт     |
| 1999 | ф |                       | Seenu (тел.)                 | Швета          |
| 1999 | ф |                       | Baadshah                     | Сима Мальхотра |
| 1999 | ф |                       | Yeh Hai Mumbai Meri Jaan     | Джасмін Арора  |
| 2000 | ф |                       | Mela                         | Рупа Сингх     |
| 2000 | ф |                       | Chal Mere Bhai               | Пуджа          |
| 2000 | ф |                       | Joru Ka Ghulam               | Дурга          |
| 2001 | ф |                       | Jodi No.1                    | Тіна           |
| 2001 | ф | Робіть все для любові | Love Ke Liye Kuch Bhi Karega | Анджалі        |